# Tricoma

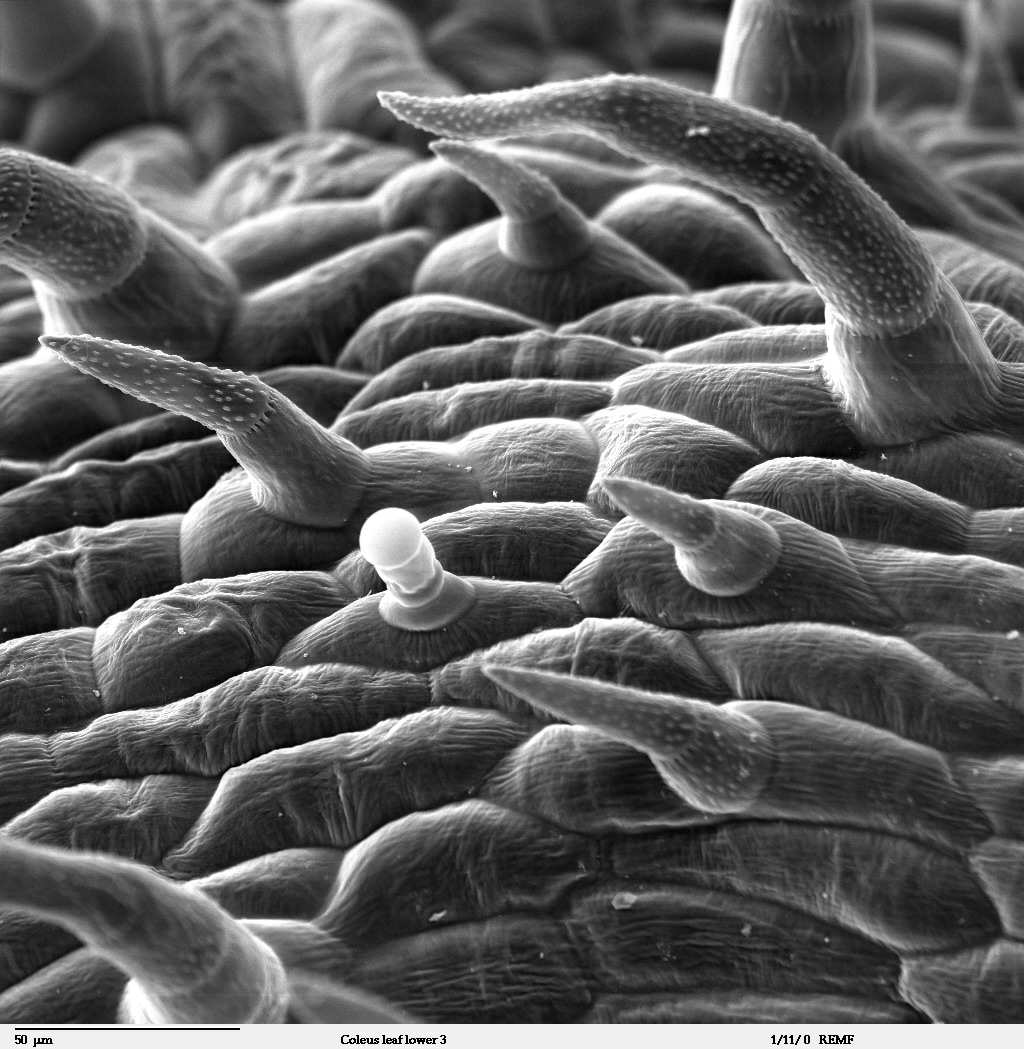
Tricoma vist al microscopi electrònic

Un pèl (vegetal) o tricoma és una excrescència epidèrmica que apareix com un relleu damunt la superfície de qualsevol òrgan vegetal. Els pèls o tricomes deriven de cèl·lules epidèrmiques especialitzades i poden ésser simples, ramificats, asteriformes, etc.; n'hi ha d'unicel·lulars i de pluricel·lulars.
Donen a la planta unes textures especials que permeten entre altres funcions un estalvi d'aigua, una protecció davant dels insectes o injectar compostos defensius com en el cas de l'ortiga. En la tomaquera els tricomes fan que quan es toquen s'espargeixi l'olor característica. Hi ha cianobacteris, com l'Espirulina, que també posseeixen aquests relleus i quelcom que els fa fàcilment reconeixibles.